# Slaveri i Zanzibar

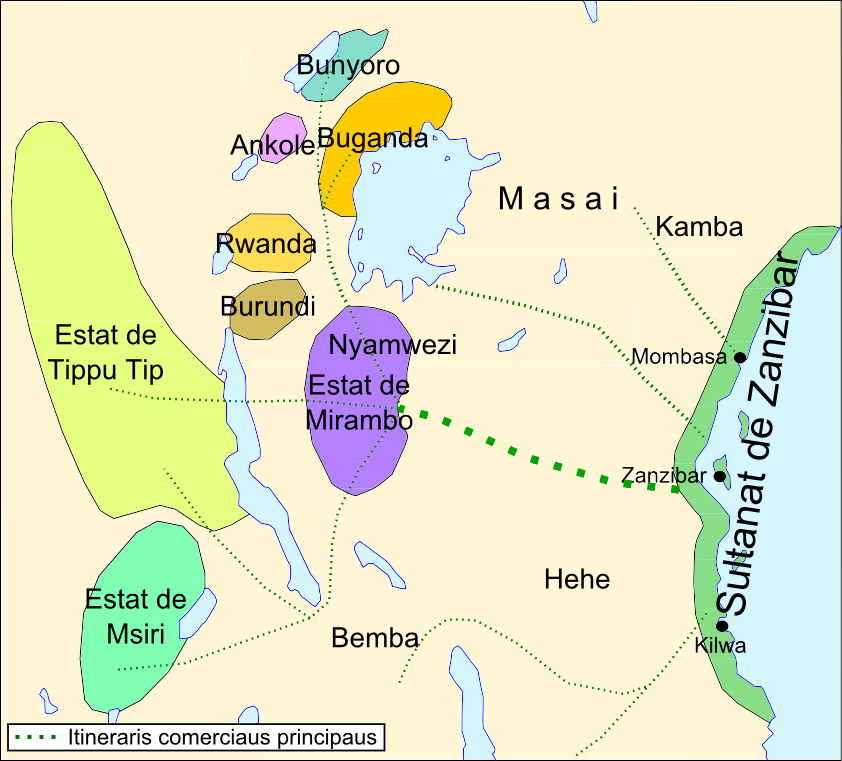
Sultanatet Zanzibar, 1875. (text på occitanska)

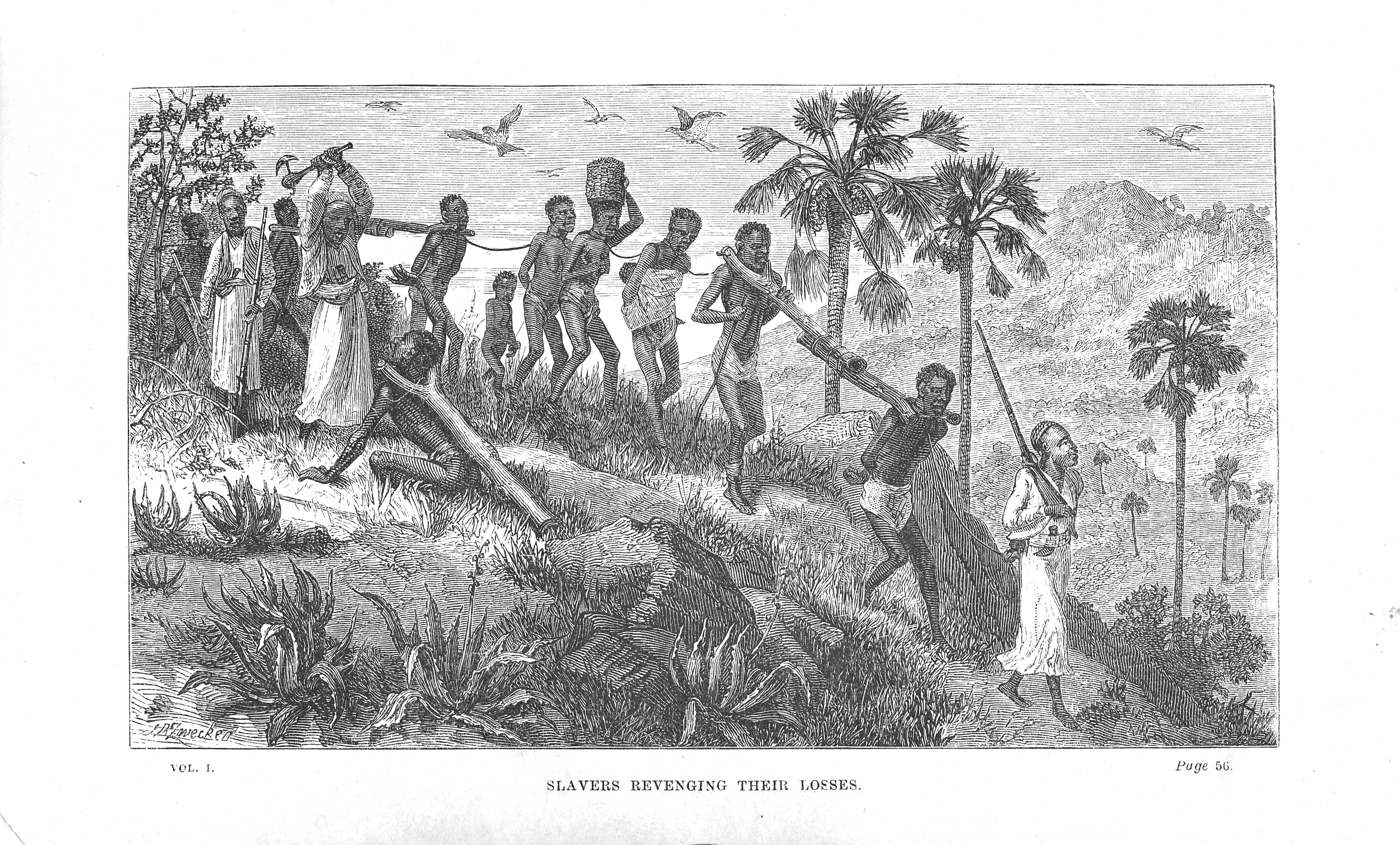
Slavar i Ruvuma.

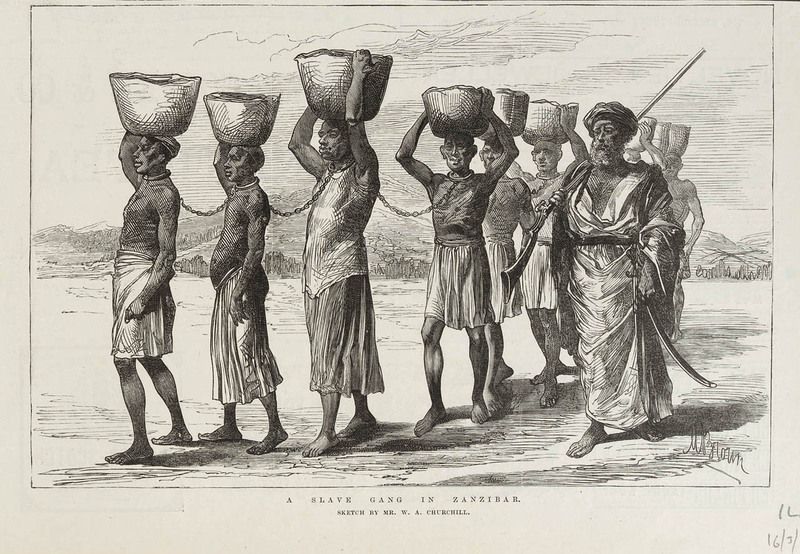
Zanzslgwch.

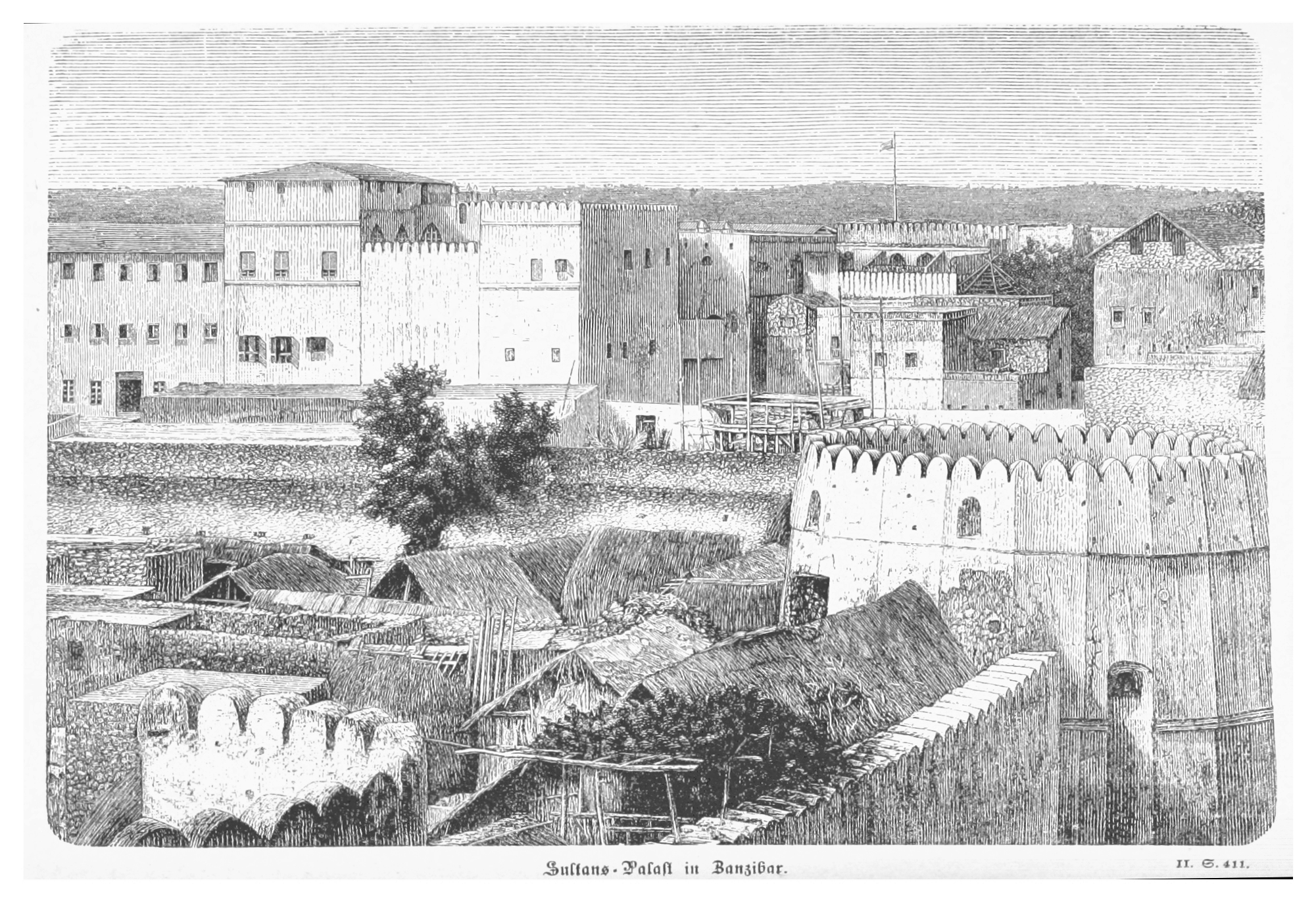
Zanzibars stenstad, 1871/1875.

Slaveri i Zanzibar – Zanzibararkipelagen som länge utgjorde sultanatet Zanzibar – var lagligt fram till 1909. Till in på 1900-talet var Zanzibar ett centrum för slavhandeln på Indiska oceanen, mellan swahilikusten i Östafrika och de franska öarna i Indiska oceanen till Mellanöstern. 
Zanzibar utsattes under 1800-talet för ett hårt tryck från Storbritannien att först minska och slutligen avskaffa slavhandeln, samt därefter även avskaffa slaveriet som företeelse. Under brittiskt tryck begränsades slavhandeln i en rad avtal mellan 1822 och 1873, och slaveriet avskaffades sedan gradvis mellan 1897 och 1909. 

## Bakgrund
Ön Zanzibar (Unguja) tillhörde under medeltiden sultanatet Kilwa, och man var från 700-talet del av swahilikustens kulturområde. Portugal styrde över området 1503–1698 och Oman 1698-1856. Därefter var man från 1856 en självständig stat i form av ett sultanat, vilket via Helgoland-Zanzibar-fördraget 1894 blev ett brittiskt protektorat. Sedan 1964 ingår Zanzibar som en fristående del av Tanzania. 
Från 1200-talet byggdes på huvudön hus av sten, vilka numera står kvar som Zanzibars stenstad. Staden Zanzibar växte fram runt ett stenfort som hade grundats av portugiserna på ön under 1600-talet. Oman uppförde ett stenfort på ön omkring 1700, en arabisk garnison var permanent stationerad där från åtminstone 1746, och Oman flyttade sin huvudstad dit 1832.   

## Slavhandeln i Zanzibar
Det är okänt när slavhandeln från Zanzibar började, och det är möjligt att den förekom redan innan araberna anlände till området. Innan Zanzibar blev en del av Oman bedrev ön handel med både slavar och elfenben.
Under 900-talet upplevde slavhandeln med så kallade zanj-slavar (afrikaner) mellan swahilikusten, Indien och Arabiska halvön en höjdpunkt, och under 1700-talet nåddes en ny topp i exporten. Under Oman växte slavhandeln till att bli en av Zanzibars tre största handelsvaror, vid sidan av elfenben och kryddnejlika.
De arabiska slavskeppen, dhow, var hyrda eller del av en företagsrörelse. De hade en swahilibesättning som helt eller delvis bestod av slavar och där lönen delades mellan ägare, kapten och besättning (slavarna fick ge halva sin lön till sin ägare).

### Norra slavrutten
Zanzibar förmodas ha tagit del av slavhandeln på Indiska oceanen från 700-talet, då den var en del av swahilikusten. Den var under medeltiden en del av sultanatet Kilwa, som på 1000-talet dominerade slavhandeln från Swaihilikusten till arabiska halvön och Indien. 
Oman var länge berömt som ett centrum för slavhandeln runt Indiska oceanen. Det utgjorde centrum för slavar som importerades från Afrika och vidare till Persien och Arabiska halvön. Oman har delvis sin historia runt slavhandeln gemensam med Zanzibar, då Oman och Zanzibar var förenade i personalunion 1692–1856. Det var via Zanzibar afrikanska slavar importerades och därefter exporterades till andra länder. Denna handel fortsatte även sedan riket delades i sultanatet Zanzibar (1856–1964) och Muskat och Oman (1856–1970). 
Monarken Imam Saif b. Sultan (1692–1711) ägde själv 1 700 slavar, och det uppskattas att ungefär 2 250 slavar årligen exporterades av Zanzibar till Arabiska halvön under perioden 1700–1815.
Av de slavar som befriades på de dhows som stoppades av de brittiska patrullerna var 30 procent barn.
Britterna framtvingade 1822, 1839, 1845 och 1873 avtal med Zanzibar, vilket satte slavhandeln på Indiska oceanen under gradvis allt hårdare restriktioner. Trots detta pågick länge en stor illegal slavhandel på Indiska oceanen, av både Zanzibar och andra aktörer som Komorerna, till Madagaskar, franska Réunion och inte minst Oman på Arabiska halvön. Slavskepp från Zanzibar och Komorerna använde sig ofta av franska dokument från Mayotte för att lura de brittiska antislavpatrullerna på Indiska oceanen.

### Södra slavrutten
Frankrike importerade ursprungligen inte slavar från Zanzibar, men år 1775 gjorde den franska slavhandlaren Morice sina två första resor med 1 625 slavar från Zanzibar till de franska kolonierna i Indiska oceanen. Därefter exporterade Zanzibar slavar även till franska Mauritius, Réunion och Seychellerna, i en rutt som kallades Södra rutten.
Efter 1845 fick slavar från Kilwa endast säljas inom sultanatet Zanzibar, men i praktiken exporterades de till både Komorerna och Madagaskar, med papper för en resa norrut.
1848 förbjöds slaveriet på franska Réunion. Franska agenter från Réunion köpte dock fortfarande slavar från portugiserna i Moçambique och araberna på swahilikusten, Kilwa och Zanzibar, ofta via Komorerna. För att undvika British Anti-Slavery Patrol kallades slavarna dock nu istället för engages istället för slavar, en form av kontraktsarbetssystem som gällde 1848–1864.

## Slavmarknaden
Det importerades mellan 20 000–30 000 slavar till Zanzibar varje år. Slavar var så vanliga i Zanzibar att alla fria män där uppgavs äga slavar. Zanzibar uppges slavarna ha varit i majoritet i befolkningen, och under 1850-talet uppges två tredjedelar av Zanzibars befolkning bestå av slavar.

### Olika slavar
Barn mellan sju och 18 var de vanligaste offren för slavhandlare, som betraktade barn som lättare att hantera och driva i slavkaravanerna. Flickor var dyrare än pojkar, och år 1857 uppgavs en nyss tillfångatagen pojke direkt från fastlandet kosta mellan 7–15 medan en sju-åtta års flicka kostade mellan 10–18.
Slavarna var indelade i olika kategorier:
- plantageslavar (shamba)
- husslavar
- konkubiner (suria)
- hantverkare
- kulier (wachukuzi)
- daglönare (vibarua)

Slavarna delades in slavar i Zanzibar stad och slavar på landsbygden. De flesta kvinnor, liksom eunucker och barn, hamnade i städerna; slavar i städerna blev kokerskor (ayahs) eller konkubiner, medan manliga slavar i städerna blev hantverkare eller bärare. De flesta män hamnade dock på landet, där de arbetade inom jordbruket i plantageodlingen av kryddnejlikor och kokosnötter.
I Zanzibar arbetade många slavar på plantagerna. Den första omanska sultanen som bosatte sig i Zanzibar gav order om införandet av en plantageekonomi, med odling av kryddnejlikor och kokosnötter på huvudön Unguja och grannön Pemba; detta ledde till en stor slavimport istället för enbart slavhandel. År 1828 uppmuntrade sultan Seyyid sina undersåtar på Zanzibar att odla en viss proportion av ön med kryddnejlikor. Eftersom öns ursprungsbefolkning shirazi var muslimer och därför inte kunde förslavas av araberna, växte behovet av slavarbetskraft på Zanzibar i takt med dess växande plantageverksamhet. En stor orkan år 1872 förstörde en stor del av Zanzibars odlingar, och en stor del av slavimporten gick därefter till Pembas plantager.
Det fanns få fria kvinnliga prostituterade men däremot många fria manliga prostituterade, bosatta i kvarteret Ng'ambo. Enligt brittiska konsuln fanns det 1844 en könsmässig obalans med 400 fria arabkvinnor mot 800 män. Eftersom fria prostituerade kvinnor knappt fanns köpte män istället konkubiner på slavmarknaden, något som var billigt nog för att vara tillgängligt för de flesta män. Även utlänningar på Zanzibar uppgavs köpa slavinnor. Indiska hinduer, fransmän och andra västerlänningar uppges ha köpt konkubiner, ofta av gallafolket, under sin vistelse på Zanzibar; dessa slavköpare hade dåligt rykte eftersom de inte följde den islamiska umm walad-principen. Amerikanen Richard Waters uppgav 1837 att araberna "begick äktenskapsbrott" med mellan fyra och åtta konkubiner. Sultan Seyyid Said förklarade för britterna att araber inte ville arbeta och att de ville ha slavar och konkubiner.

### Kungliga haremet
Prinsessan Emily Ruetes memoarer ger en sällsynt inblick i det kungliga haremet, då information om sådana annars av naturen var ytterst knapphändiga. Sultan Seyyid Said b. Sultan uppges ha haft tre lagliga hustrur, men trots att han inte hade barn med sina fruar, uppges han ändå ha haft 36 barn; dessa måste han alltså ha fått med slavkonkubiner. Konkubinerna, kallade sarari eller suria, var ofta från Etiopien eller "cirkasser", det vill säga "vita" kvinnor. Etiopiska, indiska och "cirkassiska" (vita) kvinnor var betydligt dyrare än afrikanska, och vita kvinnor uppgavs vara så sällsynta och dyra att de i praktiken var reserverade för det kungliga haremet. Vita slavkvinnor, jariyeh bayza importerades via Iran och uppgavs snabbt göra en vanlig välbärgad mans hushåll ohållbart. De vita slavkvinnorna kallades allmänt för "cirkasser", men detta var en generellt term och deras egentliga etnicitet kunde utöver faktiska tjerkesser även vara till exempel georgier eller bulgarer. Emily Ruete kallade alla vita kvinnor i det kungliga haremet för "cirkasser" som en gemensam term, och en av dem var hennes mor Jilfidan. Emily Ruetes far hade vid sin död 1856 75 sarari-konkubiner.
Emily Ruete beskrev det kungliga haremet: 
"Arabiska var det enda språket som var godkänt i min fars närvaro. Men så fort han vände ryggen till, utbröt en rent babylonisk kakofoni av tungomål, och arabiska, persiska, turkiska, cirkassiska, swahili, nubiska och abessinska blandades, för att inte nämna de olika dialekterna av dessa språk. [...] Personer av alla raser bodde i dess två hus – raser av olika skönhet. Slavarna var klädda i swahili-stil, men vi tilläts endast klä oss i arabisk stil. Varje nyligen anländ cirkassisk eller abessinsk kvinna fick byta sina egna kläder mot de arabiska kläder som gavs henne inom tre dagar. [...]  Inom sju dagar efter ett barns födelse besökte min far spädbarnet och dess mor för att ge några juveler i gåva till barnet. På samma sätt mottog en ny surie direkt de nödvändiga juvelerna, och fick sina egna tjänare tilldelade sig av chefseunucken".

### Behandling av slavarna
Det sades att hustrur regerade över sin makes konkubiner med järnstav och i vissa fall ställde krav kring dem i äktenskapskontrakten. Sultan Barghash hustru fick honom till exempel att lova att inte erkänna de barn han fick med sina konkubiner.
Slavar tvingades ofta konvertera till islam, men bland araber på Zanzibar fanns en rasism mot svarta afrikaner. Svarta beskrevs som underlägsna, fula och ociviliserade, kallades washenzi ("barbariska vildar"), och i texten Alf Laylah Wa Laylah beskrevs hur en god (arabisk) kvinna hellre skulle dö än bli vidrörd av en svart man.
Frigivningar tros inte ha varit vanliga, med tanke på hur vanligt rymningar från särskilt plantagerna var och att rymlingarna ofta dog av bestraffningarna. Det fanns många plantageägare som omtalades för grymhet, bland dem prinsessan Khole, barnbarn till sultan Seyyid Said och som ägde en plantage vid Bungi. Det finns många uppgifter om grymhet mot slavar på Zanzibar. Familjen Hinaway hade 600 slavar på sina plantager, där rymningar bestraffades i Mapinguni ("bojornas plats"), Mgooni ("fiskfällan") och Mashimoni ("groparna"). De slavar som frigavs blev det ofta av ägare som blivit gamla och ville få en himmelsk belöning för denna akt.

## Arbete mot slaveriet
Britterna begränsade Zanzibars slavhandel söderut genom Moresby Treaty 1822. Norrut begränsades den genom Hammerton Treaty 1845.
År 1867 gick sultanen med på att upphöra med transporten av slavar från Östafrika till Arabien och begränsa slavhandeln inom Zanzibars territorium till sträckan söder om Kilwa och norr om Lamu.

### 1873–1890
Efter 1873 års avtal med britterna, Frere Treaty, förbjöds slavimport till Zanzibar från fastlandet. Slavhandeln fortsatte dock genom illegal smuggling, nu särskilt till Pemba där behovet av slavarbetskraft var större än på Unguja; på huvudön hade plantagerna skadats efter orkanen 1872. När slavimporten från fastlandet förbjöds 1873 stängdes den öppna slavmarknaden i Zanzibars stenstad.  Sedan den öppna slavhandeln med fastlandet hade förbjudits, övergick slavhandlarna nu oftare till ren kidnappning. Denna gjordes nu av personer som förut inte hade varit i risk att falla offer för slaveri, inklusive människor som redan var slavar. En brittisk tjänsteman i Lamu noterade under 1880-talet hur kidnappare stal slavar i området.
Efter 1873 patrullerade Brittiska flottan sundet mellan Zanzibar och fastlandet för att förhindra slavhandeln. Brittiska flottan upprätthöll en blockad mot arabiska slav-dhows längs Östafrikas kust. Sedan slavar på grund av blockaden inte längre kunde exporteras från fastlandet och Zanzibar via båt, drevs slavarna istället längs fastlandets kust på en marsch till Afrikas horn, där de fick åka i båt endast en kort bit över Adenviken till Arabiska halvön. Detta var en svårare transport för slavarna än vad som hade varit fallet med handeln via dhow. Efter 1873 förekom en livlig smuggeltrafik med slavar till plantagerna på Pemba, dit 10 000 slavar i månaden ska ha importerats 1875; traiken ledde till ständiga strider mellan Brittiska flottan och slavbåtarna i sundet. Efter importförbudet 1873 förekom det att slavar, medvetna om förbudet, började be britter om hjälp om frigivning om de upplevde en risk att bli sålda mot sin vilja.

### 1890–1897
Genom ett avtal med britterna förbjöd sultanen 1890 köpandet och säljandet av slavar både inom och utanför Zanzibar. Det var dock fortfarande lagligt att äga slavar, även om de enbart kunde ärvas och då enbart av en persons barn. Alla slavar fick rätten att köpa sig fria, och alla barn till slavar som föddes efter detta år skulle automatiskt födas fria. 1890 års lag var dåligt utförd. När Pembas vicekonsul år 1895 försökte implementera den på ön väckte försöket ilska och protester.
Britterna på Zanzibar var oroliga över de ekonomiska effekterna ett avskaffande skulle få i protektoratet, och år 1884 uppgav sir John Kirk att slaveriet var nödvändigt för Pembas ekonomi. Däremot stod de brittiska myndigheterna under hård press från missionärer, abolitionister och brittisk opinion, och 1897 pressade britterna sultanen att avskaffa slaveriet. British Friends Anti-Slavery Committee bedrev under 1890-talet en kampanj genom den brittiska pressen om slaveriet på Zanzibar, vilket satte britterna under press att utöva påtryckningar mot sultanen. Bland annat framkom det att 1890 års lag var tandlös och att invånarna på Pemba ofta inte ens kände till lagen.

### Avskaffandet

#### 1897–1909
Slaveriet förbjöds 1897. Det gällde dock inte alla slavar, eftersom konkubiner var undantagna. Efter slaveriets avskaffande bildades ett kontor, Slavery Commissioners, bestående av brittiska tjänstemän som hanterade ansökningar om frigivning från slavarna.
Efter avskaffandet tillförsäkrades de förra slavägarna rätten till sin egen mark. De mottog kompensation, och de före detta slavarna på plantagerna uppmanades att kvarstanna som kontraktsarbetare.
Avskaffandet av slaveriet mötte kraftiga protester på Pemba. Emily Keys noterade 1898 att öns arabiska elit hade hotat franska missionärer och andra utlänningar från att få tillträde till ön.
Det beräknas ha funnits omkring 60 000–100 000 slavar på Zanzibar 1872. Mellan 1897 och 1909 frigavs endast 11 837, av vilka 47 procent var män och 53 procent kvinnor. De före detta slavarna kvarblev i praktiken ofta hos sina före detta ägare, där de bad om beskydd och bostad mot arbete, och i praktiken ofta fortsatte sitt liv som förut. Mellan 1897 och 1909 ansökte 12 000 personer om frihet på huvudöarna Unguja och Pemba; det var dock en minoritet av slavarna som frigavs. 55–63 procent av de befintliga slavarna förmodas ha varit kvinnor.

#### 1909 och framåt
När slaveriet avskaffades undantogs konkubinerna från frigivning, därför att britterna beslöt att konkubinerna lagligt sett skulle få status som hustrur snarare än som slavar; de gavs dock rätten att ansöka om frigivning om de utsattes för misshandel av sin ägare. Britterna uppfattade frågan om konkubiner som alltför känslig att lägga sig i och undantog dem därför från frigivningen. De frigivna slavarna fick svårt att försörja sig själva. Detta gällde särskilt kvinnor, som i det dåvarande samhället var tvungna att ha en mans eller en familjs beskydd och annars hänvisades till antingen äktenskap eller prostitution. Ensamstående kvinnor hade sällan något sätt att försörja sig själva i dåvarande samhälle, och konkubinernas manliga muslimska ägare framhöll att deras slavinnor skulle bli prostituerade om de släpptes fria. De koloniala tjänstemännen i Afrika hade generellt som policy att officiellt kategorisera konkubiner som hustrur snarare än som slavar, för att undvika besvär och konflikter. Slaveri av kvinnor var betydligt lättare att dölja för de koloniala tjänstemännen, genom att framställa köp som äktenskap enligt inhemsk ritual och olika typer av äktenskapliga arrangemang. Först 1909 utsträcktes avskaffandet av slaveriet även till konkubiner.
Även efter avskaffandet fortsatte slavhandeln. Arabiska män från Zanzibar förde på sin hajj med sig ett följe av "tjänare", vilka de vid ankomsten till Arabien sålde i Jeddah. Strax efter första världskriget beskrevs ett fall där en arabisk pilgrim fört med sig ett dussin unga kvinnliga tjänare på en dhow och sålt dem till köpmän i Jeddah, Mecka och Medina. Det uppgavs ha blivit vanligt för araber i Zanzibar efter avskaffandet av slaveriet att anställa sina före detta slavar för låga löner, betrakta dem som slavar och använda hajj till Mecka som förevändning att sälja wathumish (slavarna/tjänarna) vid ankomsten till Arabien. Många slavägare hemlighöll avskaffandet av slaveriet för sina slavar, medan andra slavägare tog med sig sina slavar på resor till Muscat, Jeddah och Mecka, där de såldes som slavar. I april 1898 omtalas ett fall, där britterna stoppade en rik arab som hade tagit med sig 36 manliga och kvinnliga tjänare som uppgav att de hade blivit mutade för att följa med; britterna misstänkte att han ville sälja dem vid framkomsten.

## Bildgalleri

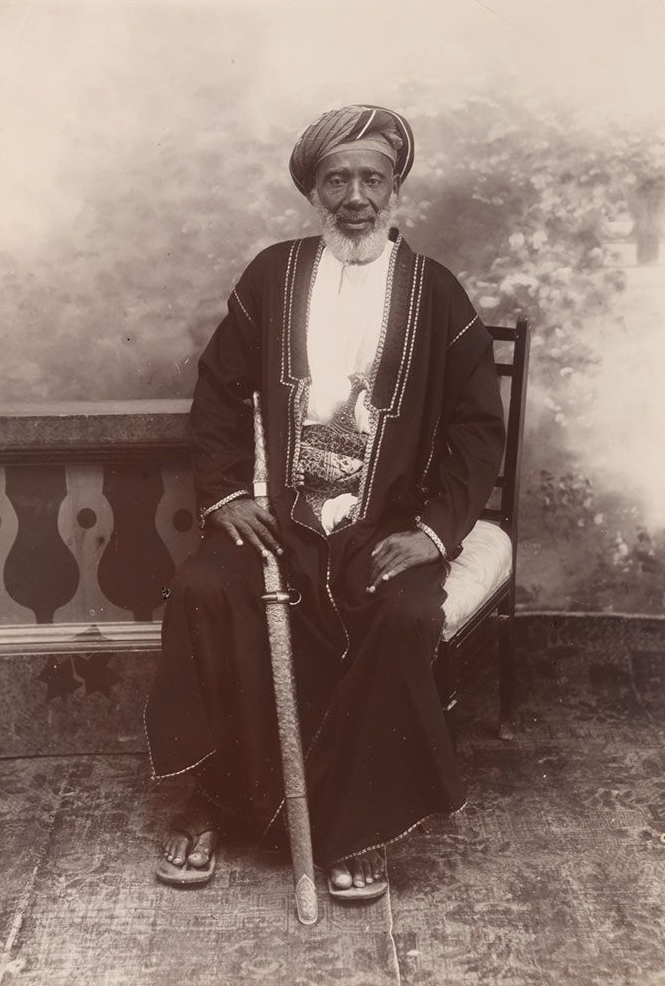
Tippu Tip.
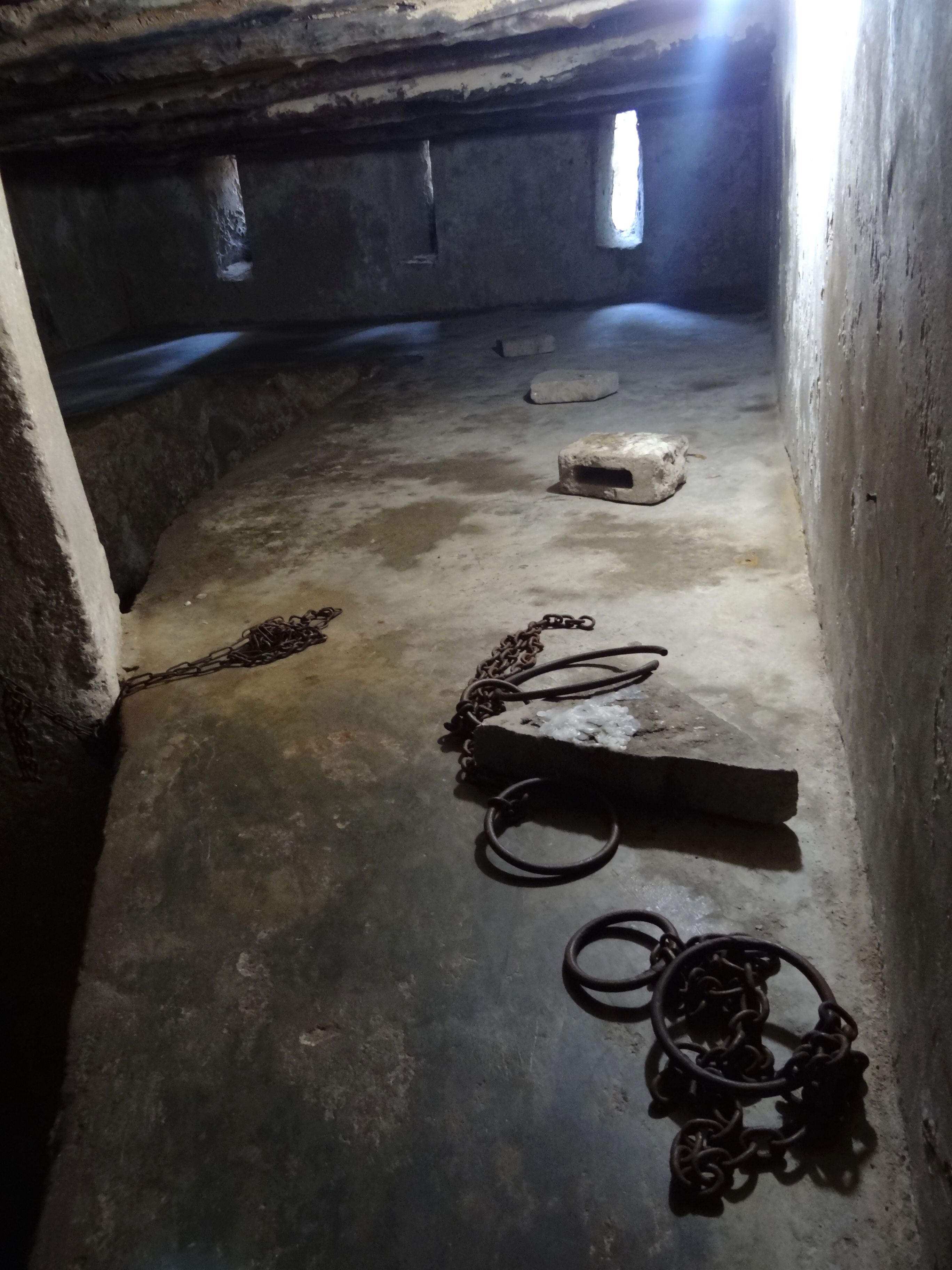
Slavcell.
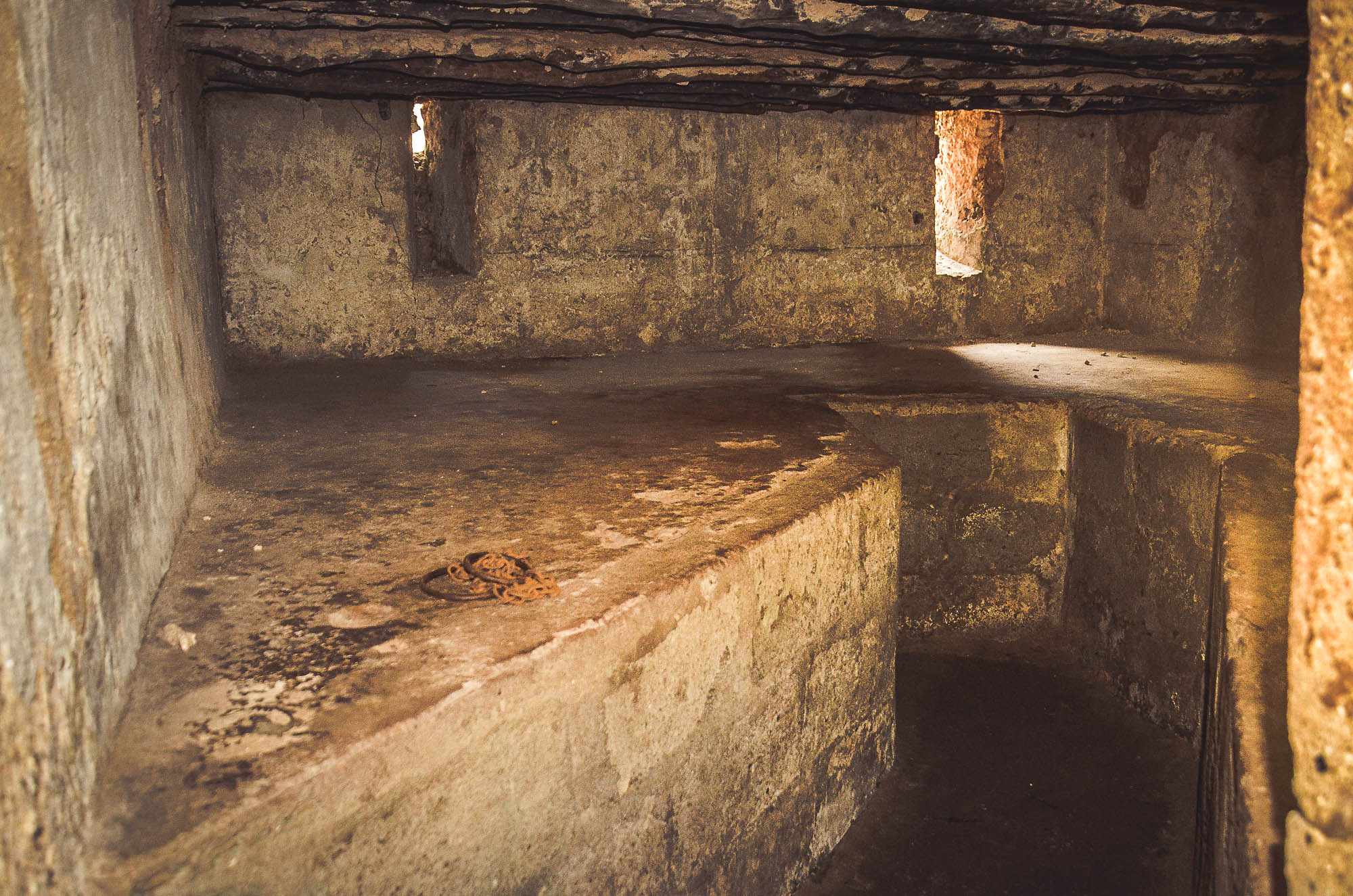
Slavcell.
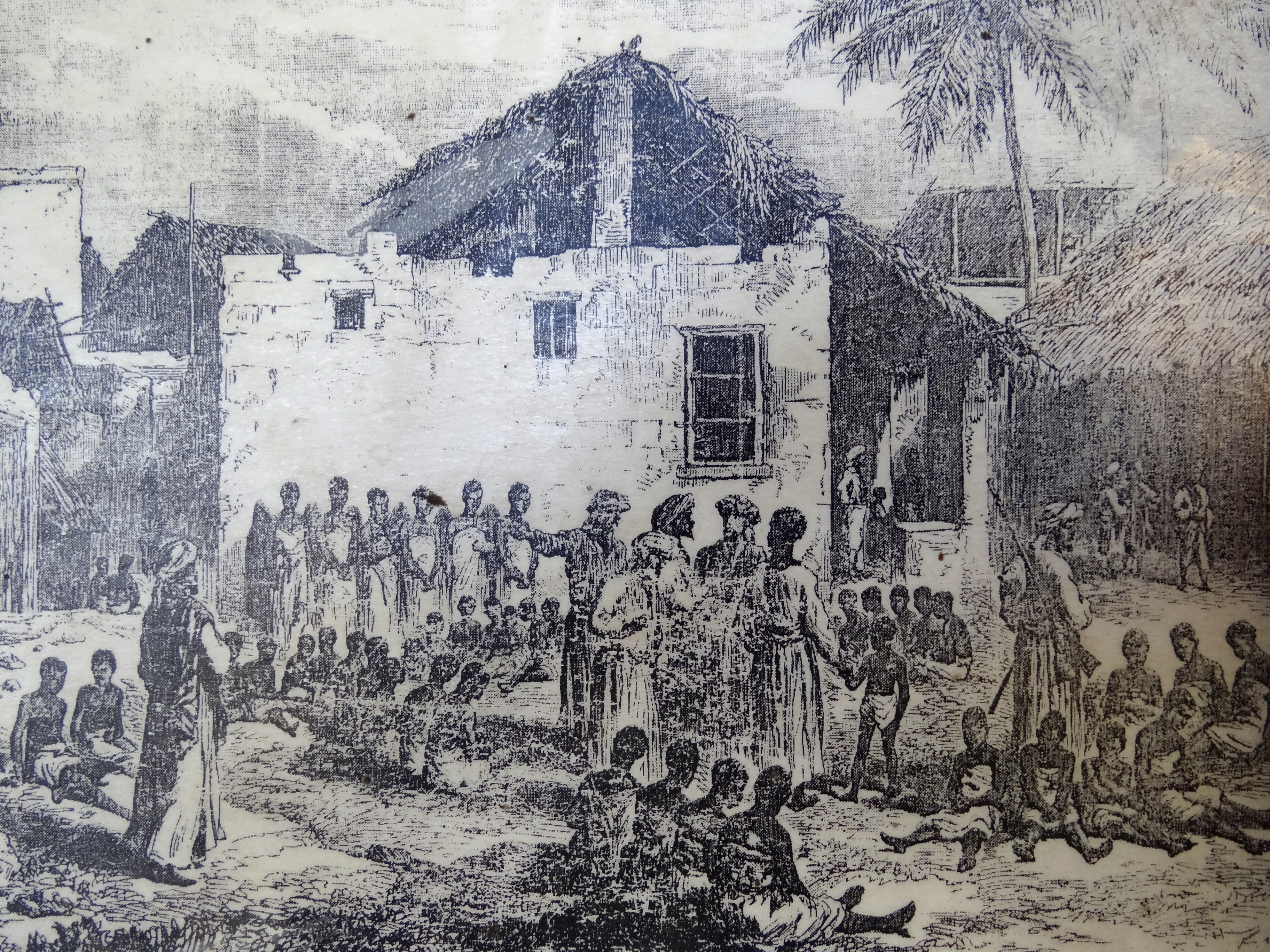
Slavmarknad.
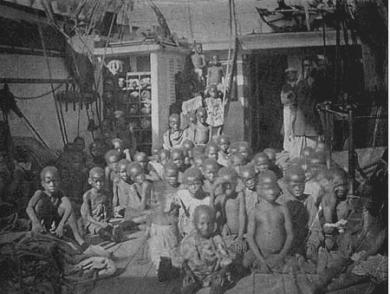
Slavbåt.
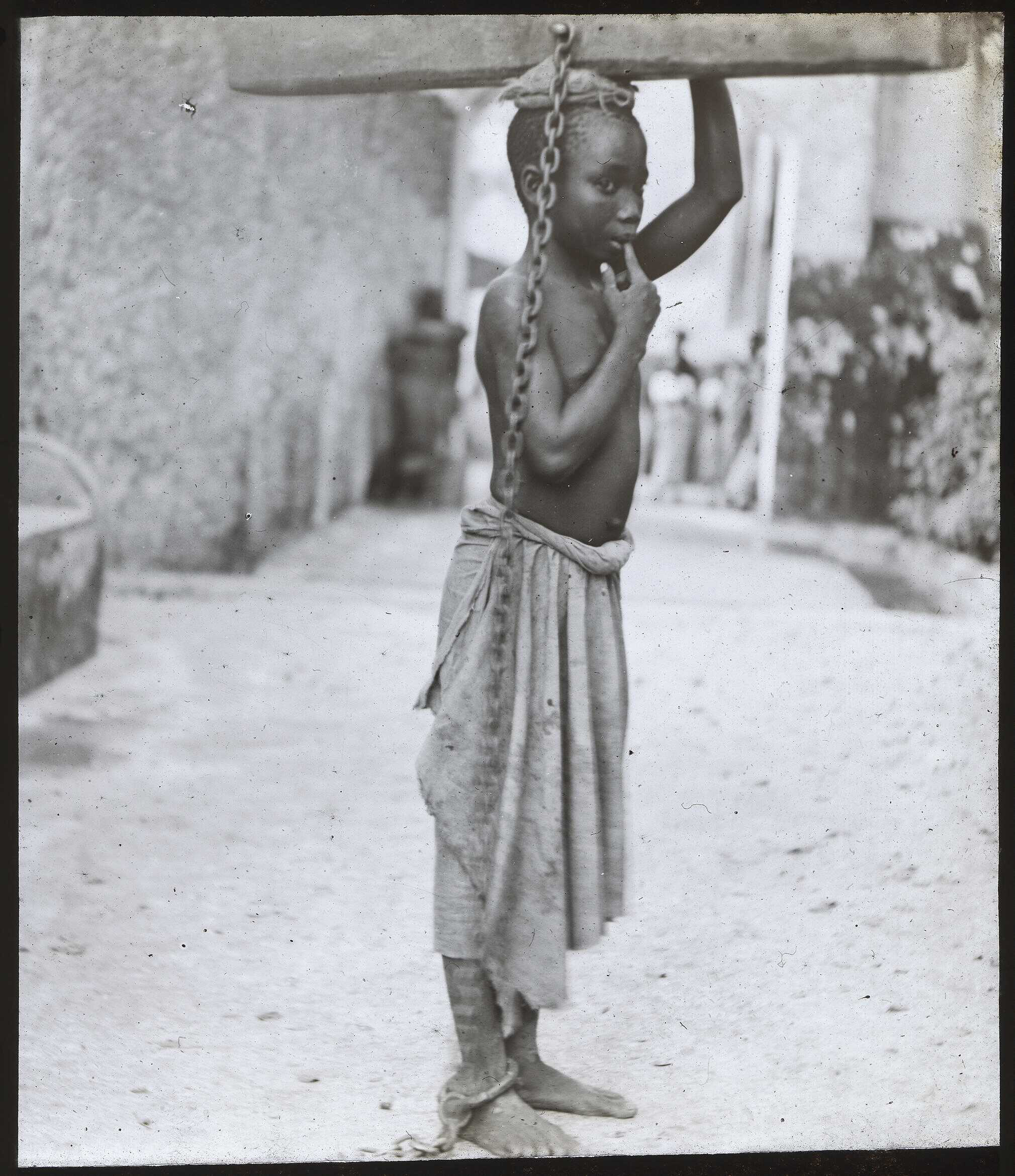
Slav i Zanzibar.
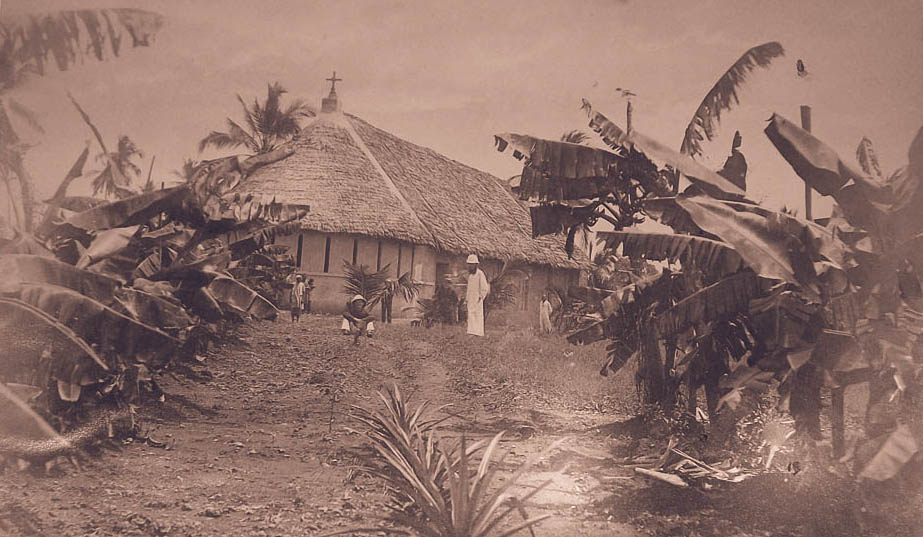
St John's Church, bostad för en frigiven slav i Mbweni på Zanzibar.